# Oldtidens græske filosofi
Oldgræsk filosofi er de filosofiske tanker og idéer, der udviklede sig i det gamle Grækenland mellem det 6. og 4. århundrede f.Kr. Den oldgræske filosofi betragtes ofte som grundlaget for den vestlige filosofiske tradition. Denne periode så opståelsen af mange betydningsfulde filosoffer og skoler, der undersøgte grundlæggende spørgsmål vedrørende eksistens, viden, etik, politik og natur.

## Antikkens filosofi
Den vestlige filosofi anses generelt for at begynde i Grækenland i byerne i det vestlige Anatolien med Thales af Milet som var aktiv omkring 585 før vor tidsregning. Flere faktorer har været medvirkende til at filosofien opstod i Grækenland. Grækernes lave indtægter fra landbruget tvang dem til at blive en handelsmagt, og dermed udviklede de kontakter over hele Middelhavet. Denne udvikling prægede Middelhavets kulturer fra forhistorisk tid: Malta, Kreta og Kypern, senere fønikisk og sidenhen grækerne handlede med de gamle kulturer i Mesopotamien. Den decentrale administration som blev skabt af de hjemvendte handlende kan have opfostret den filosofiske tankegang.
Temaer og motiver fra græsk literatur, især fra Homer og Hesiod. Senere kom tragedierne til, med forfattere som Euripides, Aischylos og Sofokles, der var centrale for filosofien. Senere kom flere temaer til.
De græske filosoffers hovedområder var kosmologi (astronomi), etik, erkendelsesteori, logik, metafysik og æstetik såsom:
- Hvad er oprindelsen af Universet?
- Hvad er karakteren af Kosmos?
- Er der nogen transcendental virkelighed bag den perceptiske eksistens?
- Er der nogen sand viden?
- Er der nogen etisk standard for godt liv?[3]

### Førsokratikerne
Fra ca. 585 f.Kr. opstod der filosofiske skoler over hele oldtidens Grækenland. Førsokratikernes værker er gået tabt, og deres filosofier kendes derfor kun via fragmenter, eksempelvis fra senere filosoffers citater. En vigtig kilde til viden om førsokratikernes filosofi er Diogenes Laertius' filosofihistorie. Tolkniningen af præsokratikernes filosofi er derfor særdeles vanskelig. Ikke desto mindre har de haft stor indflydelse på den senere filosofi.
Blandt de vigtigste var:
- Den Ioniske skole, centreret i området omkring Milet. Den inkluderer bl.a.:
  - Thales (ca. 585 f.Kr.)[5] ("Verden hviler på vand; alt er opstået af vand.")[6]
  - Anaximander (ca. 610 f.Kr.-546 f.Kr.)[7]
  - Anaximenes (ca. 585 f.Kr.- 528 f.Kr.) ("Verden hviler på luft")[8]
  - Heraklit (ca. 500 f.Kr.) ("Alt oprinder fra ild.")[9]
  - Xenofanes (ca.570 f.Kr.- 475 f.Kr.) ("Lad disse være accepteret som meninger, ligesom sandheden er det.")[10]

Filosofien forskød sig herefter til Sicilien og Italien:.
- Den pythagoræiske skole inkluderer bl.a.
  - Pythagoras (ca. 570 f.Kr.-495 f.Kr.)
  - Filolaos (ca. 470 f.Kr.-385 f.Kr.) "En "central ild" er universets centrum; solen er en stor mængde glas der reflekterer universets lys."[11]
  - Archytas (ca. 400 f.Kr.-350 f.Kr.)
  - Alcmaeon (ca. 6. århundrede f.Kr.) "Sjælen er udødelig."[12]
- Den Eleatiske skole som blandt andre inkluderer
  - Parmenides (ca. 515 f.Kr.) "Alt er ens og forandring er umuligt."[13]
  - Zenon (ca. 490 f.Kr.)[14]
  - Melissos (ca. 440 f.Kr.)[15]
- Den Pluralistiske skole opfandt ideen om de fire elementer. Den inkluderer
  - Empedokles (ca. 495 f.Kr.-435 f.Kr.) "Ingen del af alt er hverken tom eller overfyldt."[16]
  - Anaxagoras (ca. 500 f.Kr.-428 f.Kr.) "Alt var samlet i ét" og "Der findes noget af alt i alle ting."[17]
- Den Atomiske skole som blandt andre inkluderer Demokrit (ca. 460 f.Kr.-370 f.Kr.)[18]

Herefter er Athen filosofiens centrum. Athen var på det tidspunkt den dominerende bystat i Grækenland.
En teori om hvorfor den athenske kultur tilskyndede til filosofi henviser til at Athen var et demokrati. På den anden side er den græske filosofis filosofiske ideal ikke det politiske engagement. Det er derimod bios teoretikos, (latin: via contemplativa), altså et liv frigjort fra verdslige pligter helliget til studiet af sandhed. At dette ideal var opnåeligt for en græsk filosof kan skyldes at Grækenlands arbejdsstyrke for en stor del bestod af slaver der tog sig af det arbejde der ellers ville have optaget den frie mands tid. Der fandtes flere slaver end frie græske borgere.

### FIlosofien efter Sokrates
Sokrates revolutionerede den filosofiske tankegang. Alle filosoffer før ham kaldes førsokratiske. Sokrates skrev intet selv, så vi kender ikke hans filosofi nøjagtigt. Meget forskellige retninger som stoicisme og skepticisme er inspireret af ham. Sokrates blev dømt skyldig i at fordærve sindene blandt Athens ungdom og for ikke at tro på statens guder. Han havde rig lejlighed til at forlade Athen og undgå dødsdommen, men han valgte at blive og dermed overholde sine principper. Dødsdommen blev eksekveret ved at han drak skarntydesaft.
Sokrates vigtigste elev var Platon. Platon skrev en række dialoger og brugte den sokratiske metode til at undersøge filosofiske problemstillinger. Han udarbejdede det hidtil langt mest udviklede filosofisystem og organiserede en skole i Athen der bestod helt indtil år 529 e.Kr. Platon har udøvet en ekstrem stor indflydelse på den vestlige filosofi og kultur. Mange af hans tanker, eksempelvis idelæren, har haft stor indflydelse på kristendommen.
Hans elev Aristoteles var måske den første systematiske filosof. Aristoteles var den første filosof der udviklede en systematisk logik, der var enestående helt frem til det 20. århundrede. Han arbejdede også empirisk, således udgav han empirisk baserede værker om fosterudvikling og indsamlede forfatninger fra græske bystater. Han grundlagde den Peripatetiske skole der havde en lang række ledere, bl.a. Theofrastos.
Andre klassiske skoler er
- Atomismen der grundlagdes af Demokrit. Den blev videreudviklet af Leukippos, og senere af Lukrets
- Hedonismen er grundlagt af Aristippos af Kyrene.
- Epikuræismen er en variant af hedonismen, grundlagt af Epikur.
- Skeptiscismen grundlagdes af Pyrrho, om hvem man ved meget lidt. Et enkelt værk er bevaret nemlig Sextus Empiricus' "Grundris af pyrrhonismen".
- Kynismen grundlagdes af Antisthenes, en elev af Sokrates. Diogenes blev kynismens mest kendte repræsentant. Han drev dens lære ud i ekstremerne og var genstand for mange myter. Blandt andet siges han at have boet i en tønde.
- Sofisme. Sofisterne var omrejsende lærde der underviste imod betaling. Der er ikke meget bevaret af deres lære og skrifter. De er forbundet med erkendelsesteoretisk relativisme. Vigtige sofister var Protagoras og Gorgias.

### Hellenistisk filosofi
Grækenland mistede i den hellenistiske periode sin politiske betydning til fordel for romerriget, men græsk filosofi vedblev at spille en meget stor rolle i romersk kultur. Kejser Domitian (regerede 81 - 96) udviste alle filosoffer fra Rom og Italien  men generelt var filosofien central, og der var en senere romersk kejser der samtidigt var filosof (Marcus Aurelius).
De vigtigste filosofiske retninger var
- Stoicismen. Den grundlagdes af Zenon fra Kition, og blev videreudviklet af en lang række filosoffer som Chrysippos og Poseidonios. Romerske filosoffer som Seneca, Epiktet og den romerske kejser Marcus Aurelius udviklede senere stoicismen. De fleste stoiske skrifter er gået tabt. Cicero, Diogenes og Sextus Empiricus har skrevet historiske fremstillinger over stoicismen i den antikke verden. Stoicismen var levende helt frem til slutningen af hellenismen.

Biblioteket i Alexandria og Museion var to vigtige institutioner i denne periode.

## Filosofiens fortsættelse i Middelalderen
Platons akademi og Aristoteles’ Lykeion blev smadret af den romerske diktator Sulla i år 86 f.v.t da han erobrede Grækenland. Omkring år 410 e.v.t. blev en neoplatonisk institution oprettet som ikke havde institutionelt forbindelse til Platons akademi. I år 529 stoppede den byzantinske kejser Justinian så den økonomiske støtte til den neoplatoniske institution fordi de promoverede hedenskab. Andre skoler i Konstantinopel, Antiochia og Alexandria som var centrer i Justinians rige fortsatte med filosofiundervisning.
Efter kristendommens triumf adopterede de kristne antikkens filosofi, og de tidligere kirkefædre forsøgte da også at kombinere filosofien med kristendommen. Gennem middelalderen blomstrede filosofien hos kristne og levede videre i middelalderen og helt frem til vores nutid.

### Primærlitteratur
- Aristoteles (1999): Forelæsning over fysik. Gyldendal
- Aristoteles (1999): Statslære. Gyldendal
- Aristoteles (2000): Etikken. DLF
- Platon (1997-2014): Samlede værker i ny oversættelse. Gyldendal
- Platon (2007): Theaitetos. Museum Tusculanum Forlag. Oversat af Fritz Saaby Pedersen
- Seneca, Lucius Annaeus (1997): Livets korthed. Gyldendal, oversat af Villy Sørensen

### Sekundærlitteratur
- Klindt-Jensen, Henrik (1993). Fra prægning til deltagelse hos Platon. Slagmark - Tidsskrift for idéhistorie, (20), 65–86.
- Lauersen, Simon (1997): Epikur og epikuræismen, Klassikerforeningens Kildehæfter, ISBN 87-89504-26-7
- Mejer, Jørgen: Førsokratiske filosoffer. Fra Thales til Heraklit. Hans Reitzels Forlag. ISBN 87-412-3029-9.
- Mørch, Arne (1992): Du skal le og filosofere. Historien om humanisten Epikur., Forlaget Hovedland, ISBN 978-87-7466-209-9
- Sørensen, Claus Vestergaard (2004). Polis og Kosmos i den græsk-romerske verden. Slagmark - Tidsskrift for idéhistorie, (41), 39–54.
- Sørensen, Villy (1999): Seneca - humanisten ved Neros hof. Gyldendal